# Naoki Sōma
Naoki Sōma (jap. 相馬 直樹, Sōma Naoki; * 19. Juli 1971 in Shizuoka) ist ein ehemaliger japanischer Fußballspieler und heutiger -trainer.

## Nationalmannschaft
1995 debütierte Sōma für die japanische Fußballnationalmannschaft, mit der er sich für die Fußball-WM 1998 qualifizierte. Während seiner internationalen Karriere bestritt Sōma 58 Länderspiele und erzielte dabei vier Tore.

## Errungene Titel
- J. League: 1996, 1998, 2000, 2001
- Kaiserpokal: 1997, 2000
- J. League Cup: 1997, 2000

## Persönliche Auszeichnungen
- J. League Best Eleven: 1995, 1996, 1997, 1998
- J. League Fairplay-Preis: 1998